# Canifa pusilla
Canifa pusilla är en skalbaggsart som först beskrevs av Samuel Stehman Haldeman 1848.  Canifa pusilla ingår i släktet Canifa och familjen ristbaggar. Inga underarter finns listade i Catalogue of Life.